# Al-Azharuniversitetet
Al-Azharuniversitetet (arabiska: الأزهر الشريف, Al-ʾAzhar al-Šarīf, ”det nobla Azhar”) är ett av Egyptens främsta lärosäten, världsbekant för sin ställning som ett centrum för islamiska studier. Det är det näst äldsta universitetet i världen, och ligger i anslutning till Al-Azharmoskén i Kairo.
Universitetet började uppföras 969 av fatimiderna, som också gjorde Kairo till landets huvudstad. Den anslutande moskén invigdes 972. Universitetet invigdes under ramadan i oktober år 975 med att den rättslärde Abul Hasan Ali ibn Al-No'man föreläste om shiitisk rätt och boken Al-Ikhtisar. Under medeltiden började universitetet antaga en sunnitisk riktning.
Universitetet leds av en överimam som har titeln Sheikh Al-Azhar. Undervisningen är öppen endast för muslimer.
Universitetet motarbetar en liberal reform av islam och utfärdade år 2017 en fatwa mot den liberala Ibn-Rushd-Goethe-moskén(de) i Berlin eftersom den ej tillät ansiktstäckande slöjor i sina lokaler och den accepterade homosexuella som församlingsmedlemmar. Fatwan gällde både nutida och framtida liberala moskéer.
Numera har universitetet cirka 100 000 studenter.